# Joachim Mitdank
Joachim Mitdank (* 27. Juni 1931 in Leipzig; † 11. April 2017 in Berlin) war ein deutscher Diplomat. Er war Botschafter der DDR in Finnland, Großbritannien und Irland.

## Leben
Mitdank, Sohn eines Kutschers, begann nach dem Besuch der Volksschule 1945 eine kaufmännische Lehre im VEB Kühlbetrieb Leipzig. Ab 1950 besuchte er die Arbeiter-und-Bauern-Fakultät, dort legte er 1953 sein Abitur ab. Anschließend studierte er von 1953 bis 1956 an der Deutschen Akademie für Staats- und Rechtswissenschaft in Potsdam Außenpolitik und schloss sein Studium 1956 als Diplom-Staatswissenschaftler ab. 
Seit 1956 war er Mitarbeiter im Ministerium für Auswärtige Angelegenheiten der DDR (MfAA).  Ende der 1950er Jahre wirkte er als persönlicher Referent von Peter Florin. 1959 wurde er zum Attaché ernannt. Zwischen 1960 und 1962 war er zunächst kommissarischer Leiter, dann Leiter der 5. Europäischen Abteilung (Westeuropa) im MfAA. Von 1962 bis 1964 war er Botschaftsrat und amtierender Leiter der DDR-Handelsvertretung in Finnland. 1965 wirkte er als Sektorenleiter BRD im MfAA. Von 1966 bis 1968 war er wissenschaftlicher Mitarbeiter im Büro des Ministerrats der DDR bei Staatssekretär Michael Kohl. 1968 promovierte er in Babelsberg zum Dr. rer. pol. Von 1968 bis 1978 war er Leiter der Abteilung Westberlin im MfAA. Mitdank war Beauftragter der Regierung der DDR für die Verhandlungen mit dem Westberliner Senat über Erleichterungen und Verbesserungen des Besucher- und Reiseverkehrs. Von September 1978 bis 1982 war er Botschafter in Helsinki. Danach wirkte er als Abteilungsleiter Nordeuropa im MfAA. 
Mitdank bereitete in dieser Funktion unter anderem den Staatsbesuch des finnischen Präsidenten Mauno Koivisto vom 29. September bis 1. Oktober 1987 in der DDR vor. Am Ende des Besuchs von Präsident Mauno Koivisto wurde ein Abkommen über den visafreien Reiseverkehr zwischen der DDR und Finnland unterzeichnet.
1989/90 war Mitdank Botschafter der DDR in London und zweitakkreditiert in Dublin. Er bereitete den Besuch des britischen Außenministers Douglas Hurd im Januar 1990 vor und begleitete seinen Gast bei dessen Besuch von Berlin und Leipzig. 
Mitdank war Mitglied der SED, PDS und der Partei Die Linke sowie Autor zahlreicher Artikel und Bücher zur Geschichte und Außenpolitik der DDR, darunter Erinnerungen aus seiner Zeit als Botschafter.

## Schriften
- Blockade gegen Blockade: die Berliner Krise 1948/49. In: Beiträge zur Geschichte der Arbeiterbewegung, Jg. 36 (1994), Nr. 2, S. 41–58.
- Von den Konföderationsvorschlägen der DDR bis zu ersten offiziellen deutsch-deutschen Sachgesprächen. In: Stefan Doernberg, Peter Florin (Hrsg.): Geächtet oder geachtet? Die DDR in der internationalen Staatengemeinschaft. Geschichte – Standpunkte – Dokumente. Brockmann & Klett, Berlin 1994, S. 12–20.
- Das Berlin-Problem, der Kalte Krieg und das deutsch-deutsche Verhältnis. In: Detlef Nakath (Hrsg.): Deutschlandpolitiker der DDR erinnern sich. Fides, Berlin 1995, S.
- Diplomatische Offensive in Richtung Westeuropa?  In: Birgit Malchow (Hrsg.): Der Letzte macht das Licht aus. Wie DDR-Diplomaten das Jahr 1990 im Ausland erlebten. Edition Ost, Berlin 1999, S. 67–102.
- Die Berlin-Politik zwischen 17. Juni 1953, dem Viermächteabkommen und der Grenzöffnung 1989. Erinnerungen eines Diplomaten. Trafo-Verlag, Berlin 2003.
- Berlin zwischen Ost und West. Erinnerungen eines Diplomaten. Kai Homilius Verlag, Berlin 2004.
- Die DDR – Gründung, Aufstieg und Verkauf. Nora-Verlagsgemeinschaft Dyck & Westerheide, Berlin 2008.

## Auszeichnungen
- Vaterländischer Verdienstorden in Bronze (1972)